# Bonnie Hammer
Bonnie Hammer (nascida em 1950) é uma executiva da rede americana de telecomunicações. Desde 2020, é vice-presidente da NBC Universal.

## Vida pregressa
Nascida em uma família judia, em 1950, Bonnie Hammer foi criada no Queens, em Nova York, sendo a caçula de três filhos. A mãe de Hammer era mãe em tempo integral; seu pai, um imigrante russo, abriu sua própria empresa de canetas. Com a intenção de se tornar fotojornalista, Hammer se matriculou na Boston University College of Communication, obtendo um diploma de bacharel em comunicação, em 1971, e depois um mestrado em tecnologia de mídia, pela Boston University School of Education, em 1975.

## Carreira
Hammer começou sua carreira na televisão na WGBH-TV, a estação de televisão pública de Boston, onde produziu This Old House, Infinity Factory e ZOOM para a PBS. Mais tarde, ela foi produtora executiva de Good Day! para a afiliada da ABC de Boston, WCVB-TV .
Hammer se estabeleceu profissionalmente em Nova York como executiva de programação original na Lifetime Television Network, onde produziu vários documentários premiados para a aclamada Signature Series da rede. Ela foi homenageada com o Prêmio Lillian Gish, vários Cine Golden Eagles e o Prêmio da Associação Nacional de Mentores da Juventude.
Em 1989, Hammer ingressou na Universal Television como executiva de programação. Aqui, Hammer fez parceria com Vince McMahon para transformar a franquia WWF em um fenômeno cultural. Durante a queda de audiência do WWF, no Monday Night Wars, Hammer influenciou na decisão de cancelar o WWF Raw. O cancelamento foi impedido depois que Barry Diller, um mentor de Hammer, adquiriu a USA Network antes que o contrato do Raw com a rede pudesse expirar, em maio de 1998. Hammer também liderou o lançamento do bem-sucedido “Sci Fi Prime”, a primeira noite completa de programação original do canal, bem como o esforço de mensagens “I am Sci-Fi” que redefiniu como os espectadores se relacionavam com o canal e sua programação. 
Quando Hammer assumiu o papel de presidente do Sci-Fi, ela trouxe para a rede uma minissérie em parceria com Steven Spielberg chamada Steven Spielberg Presents: Taken. O projeto, uma minissérie de vinte horas sobre abduções alienígenas, obteve as melhores classificações de ficção científica já vistas e rendeu ao canal seu primeiro grande Emmy. Durante os seis anos que Hammer presidiu o Sci-Fi, a audiência do canal dobrou e o Sci-Fi ficou entre os 10 melhores da televisão a cabo entre adultos de 25 a 54 anos e 18 a 49 anos.
Em 2004, a Universal Television fundiu-se com a NBC e Hammer tornou-se presidente da rede dos EUA, além de Sci-Fi. Como ela havia feito no Sci-Fi, Hammer renomeou os EUA como “Characters Welcome” – transmitindo a mensagem de que as pessoas e “personagens malucos, mas memoráveis” estavam no centro da programação do canal. Os EUA ocuparam o primeiro lugar entre as redes a cabo por um recorde de oito anos. Após seu sucesso no Sci-Fi e nos EUA, Hammer foi nomeada a mulher mais influente da TV a cabo pela revista CableWorld.
Em março de 2008, Hammer assumiu a liderança do novo estúdio Universal Cable Productions. Ao mesmo tempo, tornou-se chefe das redes digitais Cloo, Chiller e Universal HD. Em 2011, ela ainda assumiu a responsabilidade pelo E!, G4 e Wilshire Studios. Em julho de 2012, sob a liderança de Hammer, E! revelou uma grande evolução da marca da rede e relançamento de seu líder de mercado E! Site online, ambos permitindo que o E! se tornasse o destino global da cultura pop. Em setembro de 2013, ela supervisionou o lançamento da Esquire Network, uma rede de estilo de vida e entretenimento que substituiu a Style Network (Variety).
Em 2019, Hammer liderou a criação da equipe de gestão do Peacock, serviço de streaming a ser lançado em julho de 2020.
Fora da NBCUniversal, Bonnie Hammer atua no Conselho de Administração do eBay e IAC/InteractiveCorp.

## Ativismo social
Enquanto estava na USA Network, Hammer liderou a campanha pró-social “Erase the Hate”, que ganhou o Prêmio Emmy do Governador Nacional. Mais tarde, ela o estendeu para criar o “Characters Unite”, um programa de serviço público para combater o ódio e a discriminação e promover a tolerância e a aceitação. Sob a liderança de Hammer, a Characters Unite tornou-se uma iniciativa multiplataforma premiada que inclui programação veiculada, como documentários e episódios temáticos de séries dos EUA, anúncios de serviço público, conteúdo digital através do site e meios de comunicação social e comunidade programas de extensão e ensino médio, em parceria com o grupo de contadores de histórias The Moth. Em 2018, Erase The Hate foi relançado em parceria com Civic Nation, uma organização não-partidária sem fins lucrativos, para apoiar e celebrar aqueles que agem na luta contra o ódio em toda a América.
Hammer também criou a campanha “Visions for Tomorrow”, que é um esforço para estimular os principais pensadores, organizações e formuladores de políticas dos Estados Unidos a buscar maneiras de resolver os problemas mais urgentes da sociedade.

## Elogios
Hammer recebeu vários prêmios por seu trabalho ao longo de sua carreira. Ela tem sido constantemente nomeada para o The Hollywood Reporter ' Power 100, uma lista anual das mulheres mais influentes de Hollywood. Ela recebeu o Prêmio Brandon Tartikoff Legacy de 2007 da Associação Nacional de Executivos de Programação de Televisão e foi introduzida no Hall da Fama da Broadcasting & Cable no mesmo ano. Hammer também recebeu um prêmio MUSE por excelente visão e realização do New York Women in Film &amp; Television. Ela tem sido repetidamente apresentada em listas como as "50 mulheres mais poderosas" na Fortune, "As 100 mulheres mais poderosas do mundo" na Forbes, bem como na lista "Powers that Be" da Vanity Fair. Em 2012, Hammers recebeu o Prêmio Crystal + Lucy de Excelência em Televisão pela Women in Film.
O elogio por seu ativismo social inclui sua homenagem em 2012 pela B'nai B'rith por “seu compromisso com iniciativas que enfrentam o racismo e o fanatismo”. Ela também foi citada pela organização de contadores de histórias The Moth por “liderança filantrópica em programas para acabar com o preconceito, a discriminação e o bullying”. Hammer recebeu o Prêmio Vanguard de 2010 por Liderança Distinta da National Cable Television Association e o Prêmio da Indústria de Entretenimento da Liga Anti-Difamação.
Incluída na lista de novos estabelecimentos de 2016 da Vanity Fair, descrita como 100 “figurões do Vale do Silício, magnatas de Hollywood, titãs de Wall Street e ícones culturais”.
Em junho de 2021, em reconhecimento ao seu histórico como inovadora, líder e mentora, a Variety anunciou que Hammer será saudada com o TV Legacy Award da Variety.

## Vida pessoal
Hammer é uma fotógrafa talentosa, e seu trabalho foi exibido em galerias e publicado na Time, no Boston Globe, no Boston Herald, no Los Angeles Times e em vários livros da Houghton-Mifflin e da Little Brown. Ela reside em Westport, Connecticut com seu marido, Dale Heussner. Seu marido tem um filho de um casamento anterior e eles têm um filho juntos. Hammer atua no Conselho de Governadores do Motion Picture &amp; Television Fund (MPTF). Ela considerou o proprietário do IAC, Barry Diller, que adquiriu a USA Network em 1997, um mentor.